# Vallée des Rouets
Vous lisez un « bon article » labellisé en 2020.
La vallée des Rouets est une partie de la vallée de la Durolle, principalement située sur le territoire de la commune de Thiers, dans le  département du Puy-de-Dôme et dans la région Auvergne-Rhône-Alpes, en France. Elle est connue pour son long passé artisanal car on y a exploité la force motrice de la rivière Durolle dès le Moyen Âge. Au début du XXe siècle, la plupart des rouets de la vallée disparaissent au profit de l'industrie coutelière, majoritairement installée dans la vallée des Usines en aval.
Après plusieurs années de mobilisations associatives pour la protection du patrimoine bâti de la vallée des Rouets, la mairie de Thiers ouvre au public dès 1998 sous l'impulsion de Maurice Adevah-Pœuf, alors député-maire de Thiers, de Jean-Claude Potte, alors premier adjoint, et d'André Kristos, président d'association locale, un parcours touristique fusionné avec le musée de la coutellerie présentant l'histoire du lieu, les techniques de fabrication de couteaux ainsi que le fonctionnement du dernier rouet en activité de la vallée et de sa roue à aubes.

## Toponymie
Le terme de « vallée des Rouets » est utilisé pour décrire la partie de la vallée de la Durolle où le nombre d'anciens rouets est très important. Le nom de la vallée ne devient officiel qu'au début du XXe siècle.

## Géographie

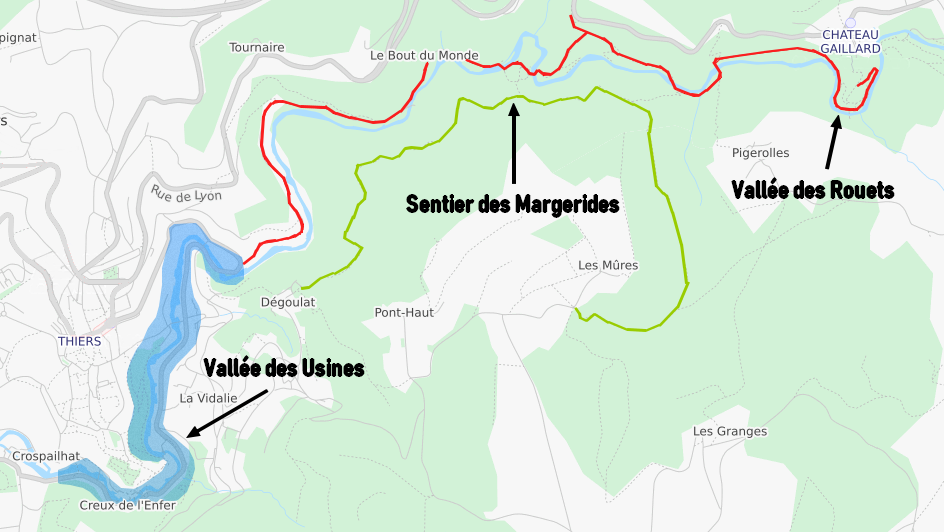
Plan des sites touristiques bordant la Durolle.

### Situation géographique
À l'est, la vallée se forme à la hauteur du rouet de « Chez Lyonnet », toujours en activité en 2020, près du barrage de Membrun. Elle s'élargit d'est en ouest sur une longueur de 2 000 m jusqu'à son extrémité orientale, matérialisée par les premières usines au lieu-dit du « Bout du monde ».
La vallée des Rouets se situe sur le versant est de la rivière Durolle dans le département du Puy-de-Dôme (région administrative d'Auvergne-Rhône-Alpes).

Panorama des gorges de la Durolle entre la vallée des Usines et la vallée des Rouets.

### Topographie
La vallée est creusée au fil des siècles par la Durolle dans les monts du Forez, situés au nord du Massif central.
La vallée s'étend de son point de rencontre avec le barrage de Membrun, en aval, jusqu'à la vallée des Usines. La partie est de la  vallée est accidentée avec plusieurs sommets dépassant 600 m d'altitude. La partie ouest de la vallée, après le dernier rouet, continue son cours sinueux avant de s'élargir légèrement pour laisser place à de grandes usines construites sur les berges de la Durolle.
Jusqu'au XIIIe siècle, la vallée des Rouets est un lieu de culture de la vigne, pratiquée sur les hauteurs la dominant. Plusieurs traces de cette culture sont encore présentes ; les murs de soutènement qui servaient à retenir les terres afin de cultiver de la vigne sont toujours en place.

### Géologie
L’histoire géologique de la région thiernoise est caractérisée par la présence et le fonctionnement d’une faille majeure d’orientation générale nord-sud affectant le socle géologique régional : elle délimite ce socle en blocs distincts tout en servant de guide à l’effondrement tectonique du bloc ouest tandis que le bloc est reste plus ou moins en place. 
À l’ouest de cette faille, l’effondrement du bloc a permis le remplissage par des roches sédimentaires, qui forment le bassin de Limagne où s’est développée la ville-basse de Thiers ; à l’est la partie du socle qui ne s’est pas effondrée, correspondant aux monts du Forez, est constituée de roches magmatiques sur lesquelles s’est édifiée la ville-haute et dans lesquelles la vallée des Rouets est creusée.
Le sol de la vallée fait partie de l'ensemble géologique du Massif central. Il est surtout constitué de différents granites parfois recouverts d’arènes et d’éboulis.

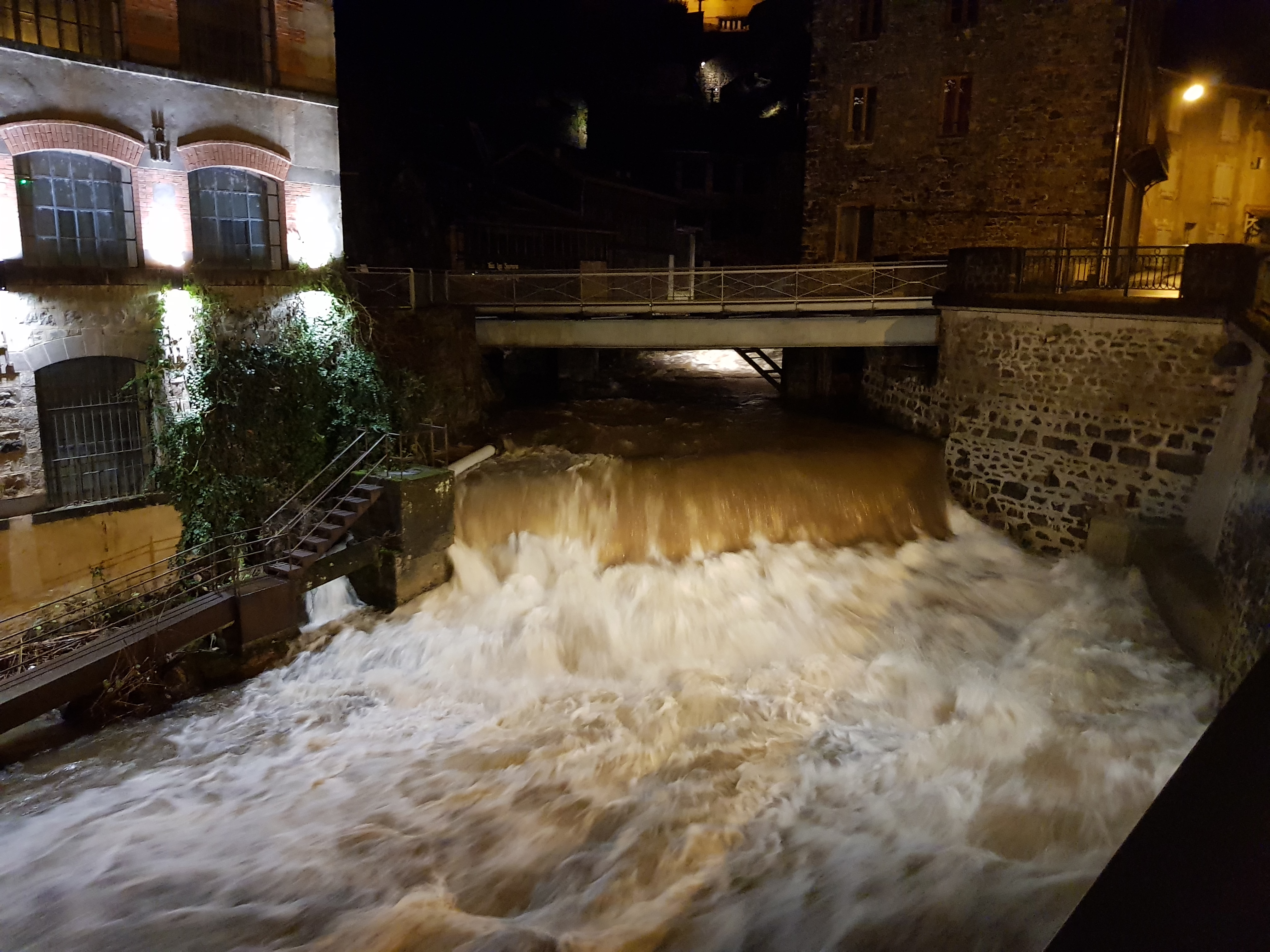
La Durolle dans la vallée des Usines près de l'usine du May.

### Hydrographie
Le territoire de la vallée des Rouets est drainé par la Durolle dont le bassin versant est de 1 456 km2. La rivière a été exploitée pour sa force motrice servant notamment à actionner les mécanismes d'aiguisage des lames de couteaux. La rivière est également un site de pêche aux truites depuis l'amélioration de la qualité de l'eau au début du xxie siècle.

### Démographie
La commune de Thiers abrite la majeure partie de la vallée des Rouets. Plus en amont, la Durolle traverse les communes de La Monnerie-le-Montel, Celles-sur-Durolle, Les Salles, Cervières, Noirétable et Chabreloche. Le nombre total d'habitants de ces communes est de 18 802 au recensement de 2015.

### Transports
Le principal axe de communication est la route départementale 2089 (ancienne route nationale 89) qui borde la rive droite de la Durolle et suit sa courbure d'est et ouest. L'accès au cours d'eau est toutefois impossible par voiture, du fait de la topographie accidentée. L'entrée de la vallée est desservie par le réseau de transports urbains thiernois (TUT). La gare de Thiers se situe à 5 km du point d'informations touristiques à l'entrée de la vallée.

## Historique

### Moyen Âge
La force hydraulique de la Durolle est utilisée à Thiers dès le Moyen Âge pour mouvoir les moulins à farine, les foulons des tanneurs, les maillets des papetiers, et avec le développement de la coutellerie, les martinets des fondeurs et les meules des émouleurs,. Une légende voudrait ainsi que les croisés auvergnats aient rapporté d’Orient le secret de la fabrication du métal. Dès le XVe siècle, un quart de la population thiernoise exerce le métier de coutelier. Les objets produits dans la vallée sont exportés dans plusieurs pays au XVIIe siècle, en Espagne, en Italie, en Allemagne, en Turquie et « aux Indes »,.

### Révolution industrielle
À partir de 1850, seule la coutellerie parvient à se maintenir avec l'introduction des machines qui préfigure l'avènement de la grande industrie. À cette époque, la production coutelière présente une organisation particulière. La main-d'œuvre nécessaire pour fabriquer un couteau est disséminée à travers la ville ; il y a une extrême division du travail, les ouvriers sont spécialisés dans un métier, transmis de père en fils, pour lequel ils acquièrent une grande dextérité. Les barres d'acier que les entreprises reçoivent sont d'abord confiées aux « martinaires » qui les amincissent (afin qu'elles puissent être aiguisées) grâce à des martinets mus par la force hydraulique de la rivière. Les forgerons reçoivent ensuite ces barres avec lesquelles ils forgent les pièces de couteau. Ces pièces sont ensuite envoyées aux limeurs, aux perceurs, aux émouleurs puis aux polisseurs qui aiguisent et polissent les lames sur des meules entraînées par la Durolle. Le fabricant effectue la trempe, puis, après que le cacheur a livré les manches, toutes les pièces sont finalement remises aux monteurs qui habitent les faubourgs de Thiers. Cette organisation de la production est donc caractérisée par une dissémination importante des lieux de travail dans la région thiernoise et plus particulièrement dans la vallée.

À la fin du XIXe siècle, la concurrence étrangère amène les industries thiernoises à se moderniser. Cette modernisation passe par l'électrification. Un nouveau type d'usines se crée, où sont intégrées toutes les opérations de la coutellerie. Les usines de papeterie qui n'ont pas voulu recourir à ces techniques modernes de production doivent fermer leurs portes ; elles ne sont plus qu'une vingtaine en 1860.

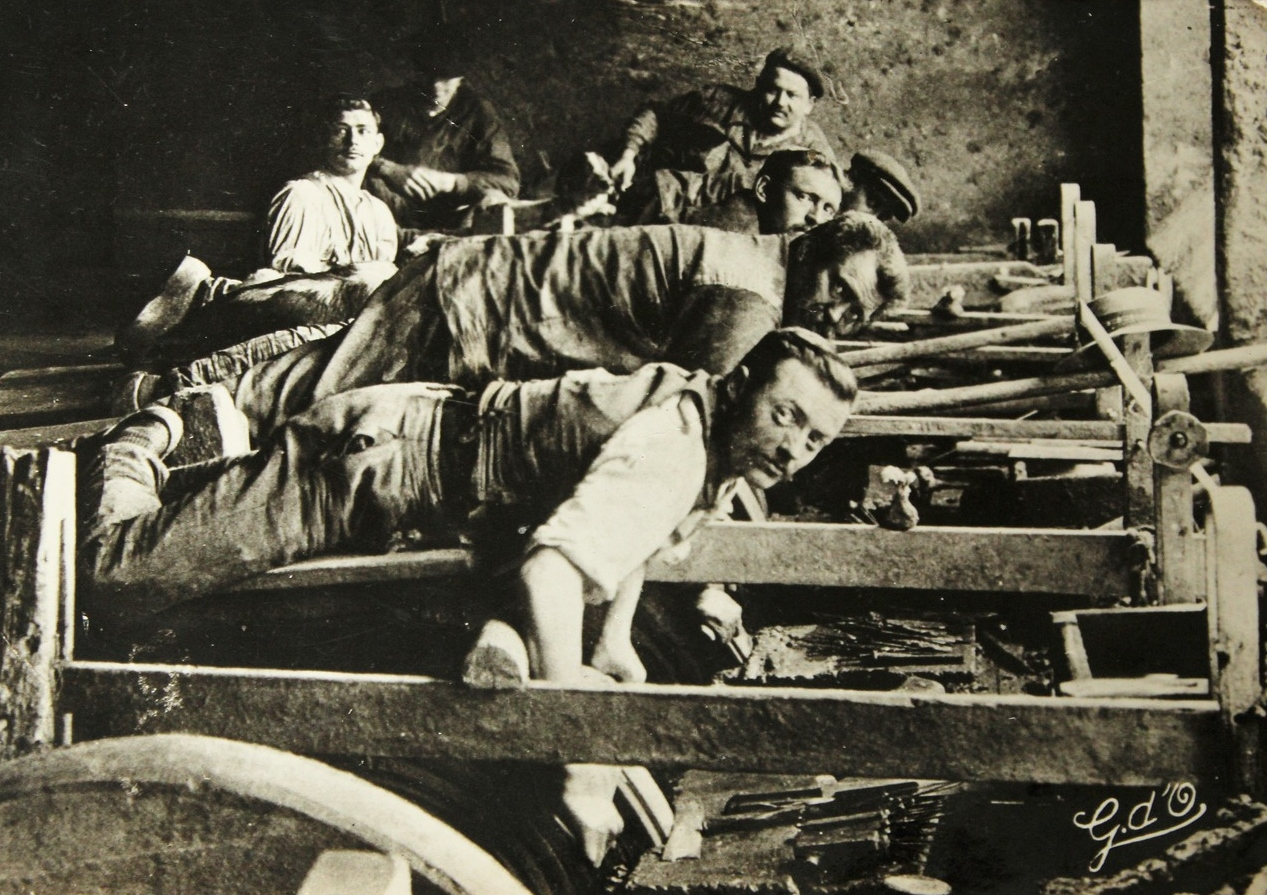
Des émouleurs Thiernois dans leur rouet au tout début du XXe siècle.
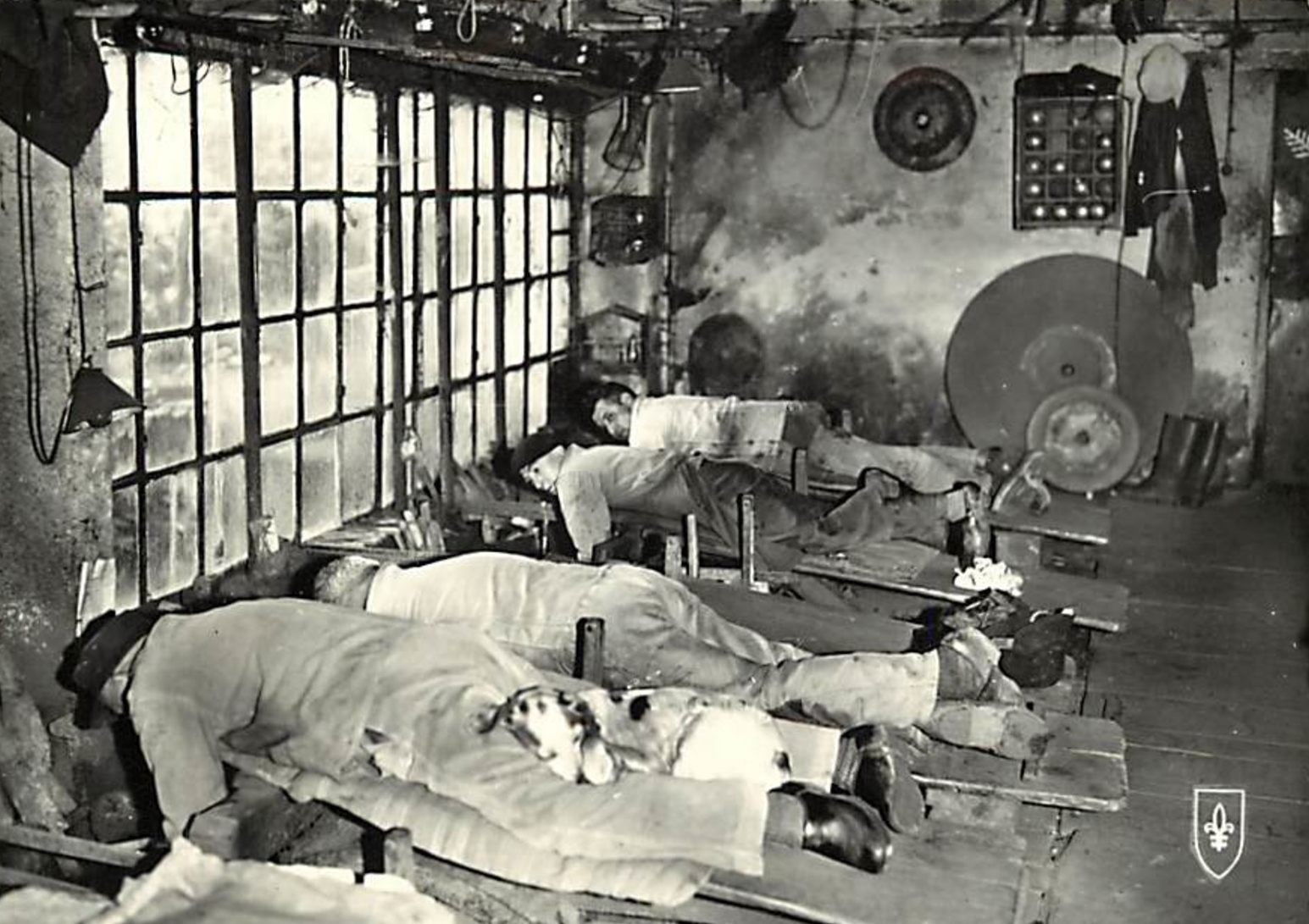
Des émouleurs Thiernois dans leur atelier au début du XXe siècle.
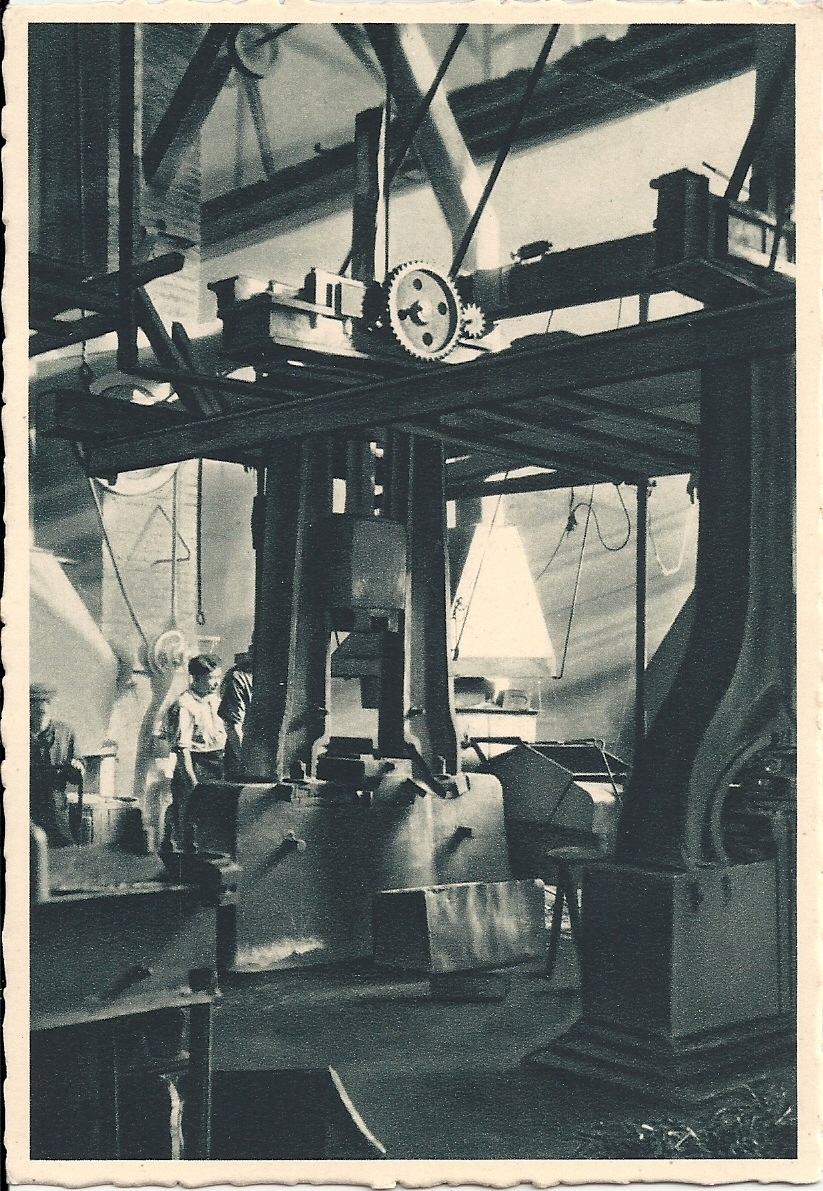
Un marteau-pilon dans un atelier de la Société générale de coutellerie et d'orfèvrerie au début des années 1930.
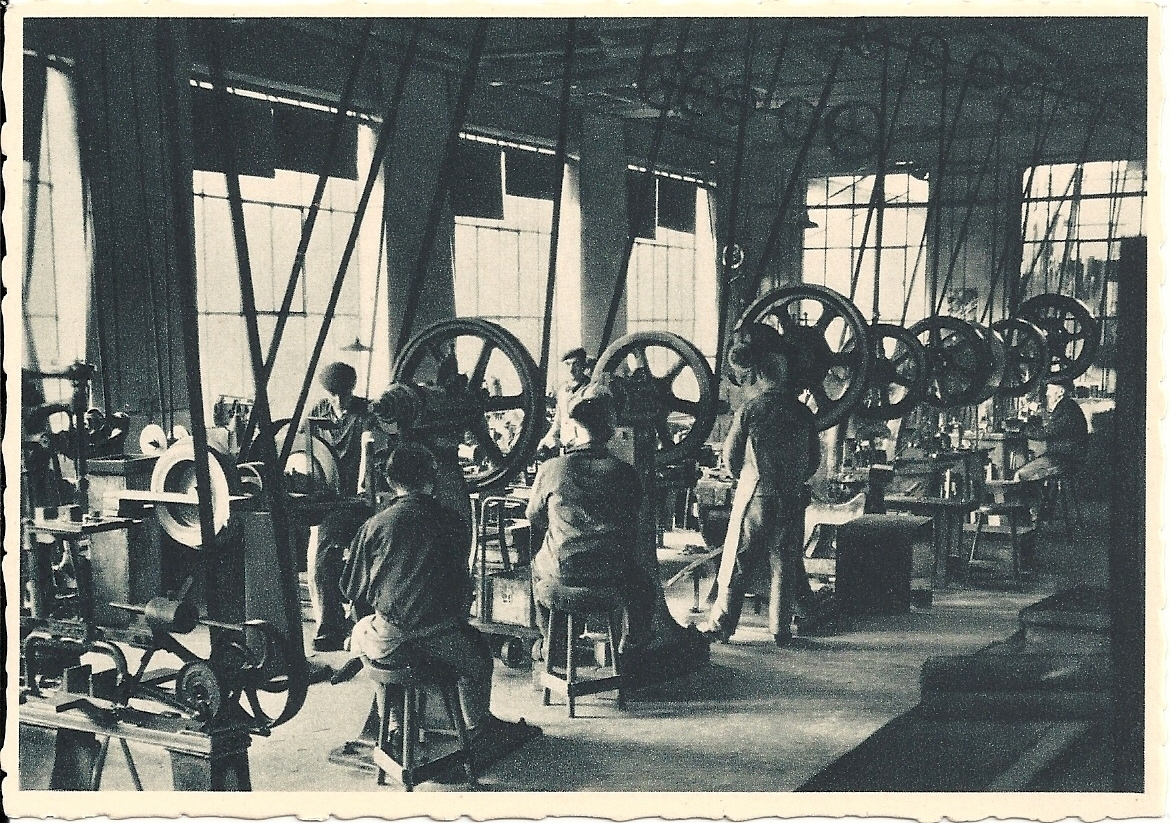
Intérieur d'un atelier de la Société générale de coutellerie et d'orfèvrerie au début des années 1930.

### Tout début duXXesiècle
Les problèmes concernant les eaux de la Durolle sont de plus en plus nombreux au début du XXe siècle. En premier lieu, le débit de la rivière en été reste très bas et très irrégulier, provoquant un chômage relatif. En effet, les rouets, qui utilisent la force motrice de la rivière pour faire tourner les roues à aubes, ne peuvent travailler sans un débit d'eau suffisant. En hiver, le phénomène s'inverse, la Durolle d'hiver devient un torrent en crue avec une force considérable. Thiers est l'une des villes les plus vulnérables du département du Puy-de-Dôme face aux crues et la vallée des Rouets est le quartier de la ville le plus touché.
Pour ne plus dépendre des caprices de la Durolle, des usines ouvrent leurs portes plus en aval et utilisent la force motrice électrique dès 1903. La Durolle permet d'obtenir une puissance d'environ 1 000 chevaux par jour en moyenne en 1920 contre 1 500 chevaux pour l'énergie d'origine électrique.
La puissance moyenne par jour de la force motrice électrique s'établit ainsi :
| année | puissance en cheval-vapeur |
| ----- | -------------------------- |
| 1903  | 170                        |
| 1908  | 803                        |
| 1914  | 1 123                      |
| 1920  | 1 500                      |

L'indépendance des usines face à la Durolle leur permet de devenir des « usines complètes ». Ainsi, dans la vallée de la Durolle, plus de 12 000 ouvriers et 550 fabricants sont présents en 1912. Durant cette période, le bassin thiernois est le plus gros bassin français de production de couteaux et d'outils possédant une lame, loin devant ceux de Châtellerault, Nogent-en-Bassigny et Paris et à égalité avec Sheffield au Royaume-Uni. La production, à partir de 1912 connaît de nombreuses fluctuations :
| année | production en tonnes |
| ----- | -------------------- |
| 1912  | 3 108 t              |
| 1918  | 1 210 t              |
| 1920  | 2 618 t              |

### Fermetures progressives à partir des années1930
À partir des années 1930, les rouets et la fabrication artisanale de couteaux en directe dépendance de la Durolle n'arrivent plus à concurrencer les usines qui produisent des pièces à bas coût,. Ils ferment progressivement jusque dans les années 1970 où le dernier rouet en activité ferme ses portes en 1976. Celui-ci, nommé « Chez Lyonnet », est continuellement entretenu par son propriétaire jusqu'à son décès, avant que la mairie de Thiers et l'association « Le Pays thiernois » ne prennent le relais dans les années 1980.
Les rouets sont laissés à l'état d'abandon dès leur fermeture. Installés dans un milieu sombre et humide au fond des gorges de la Durolle, ils se détériorent rapidement, et seuls subsistent les éléments les plus solides : les murs, les biefs ou encore les roues à aubes,. Les jardins situés à l'arrière des ateliers qu'entretenaient les artisans disparaissent très rapidement.

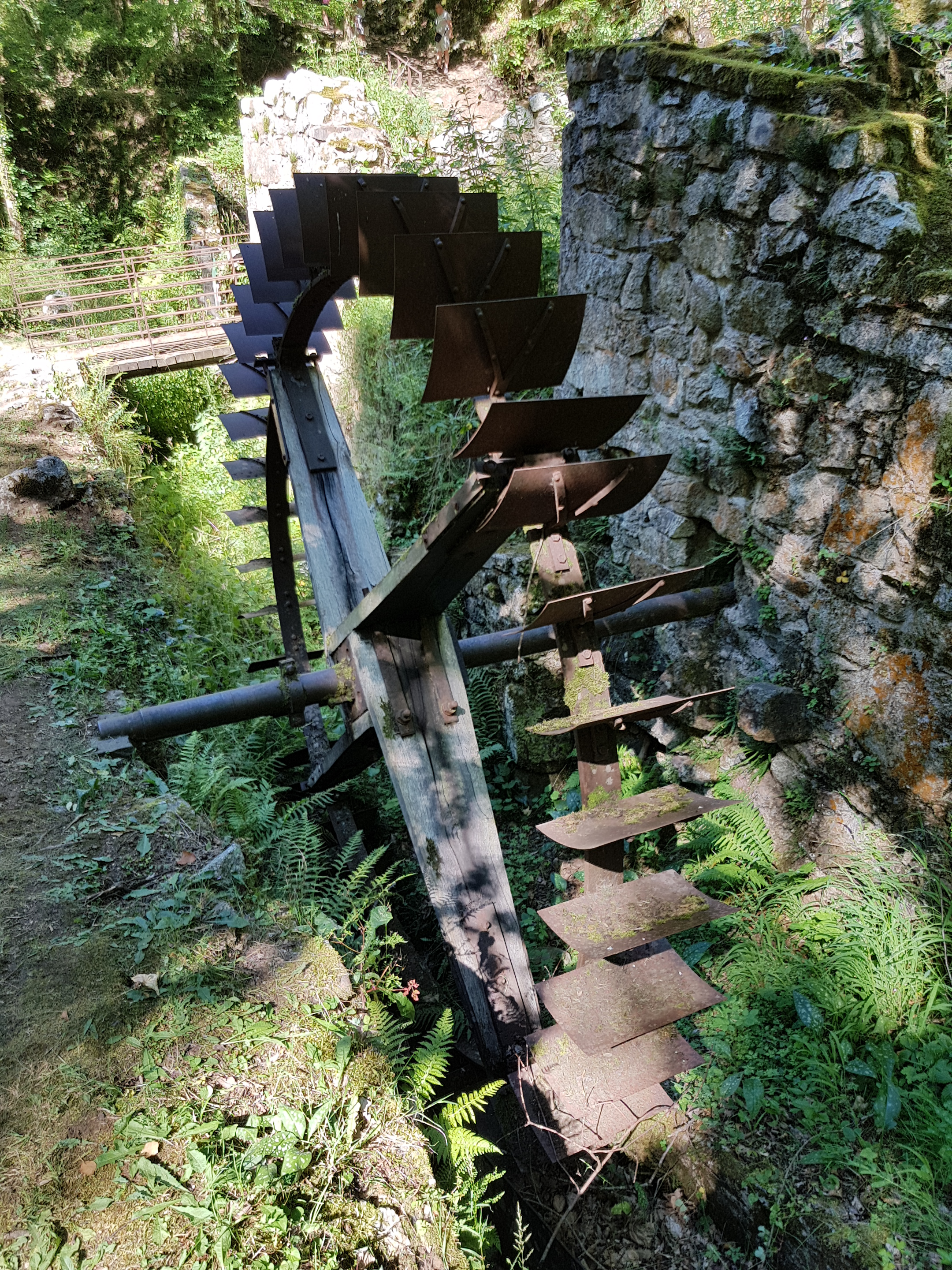
Une roue à aubes près du chemin de randonnée.
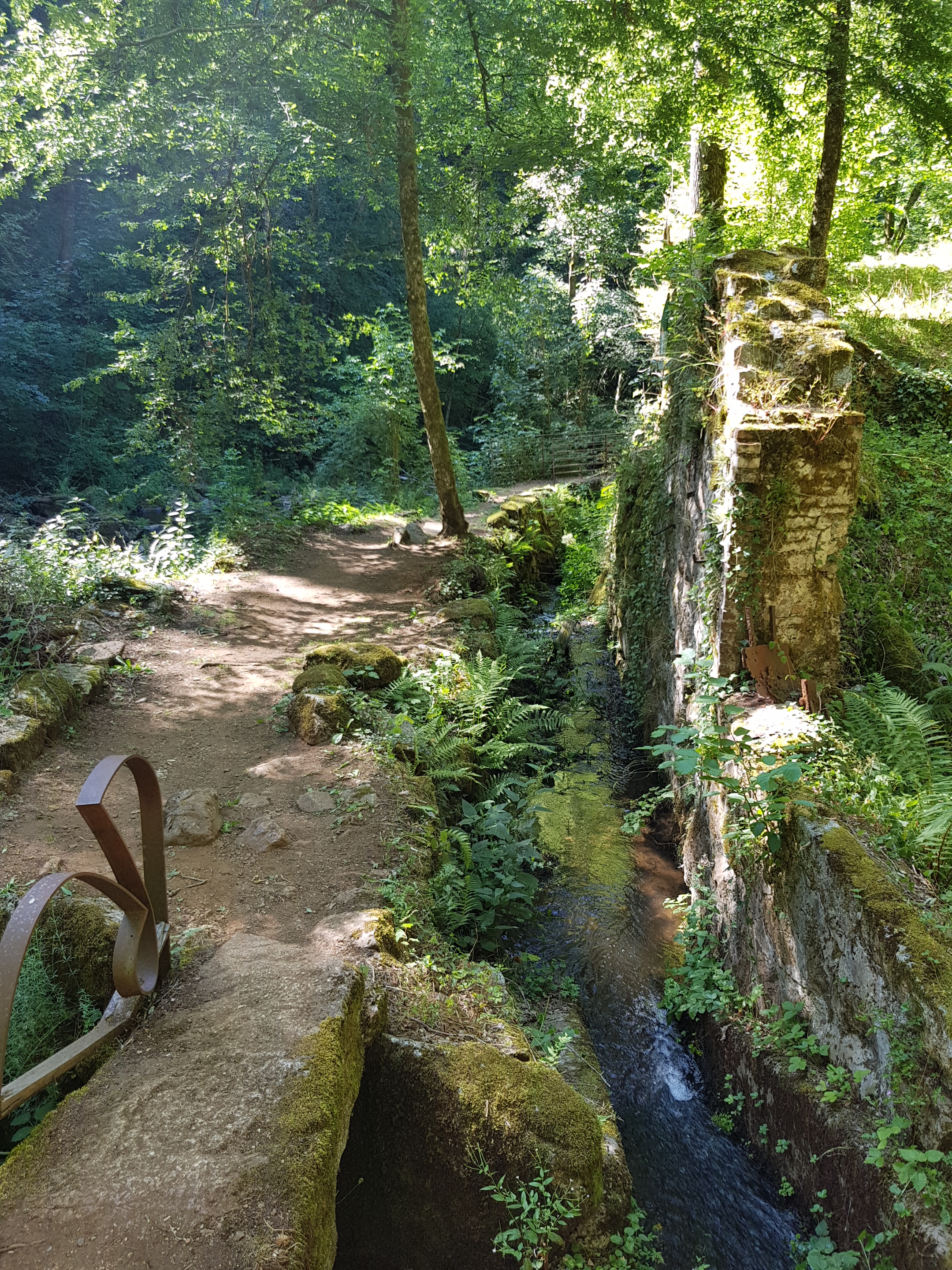
Le chemin de randonnée suivant le tracé de la Durolle.
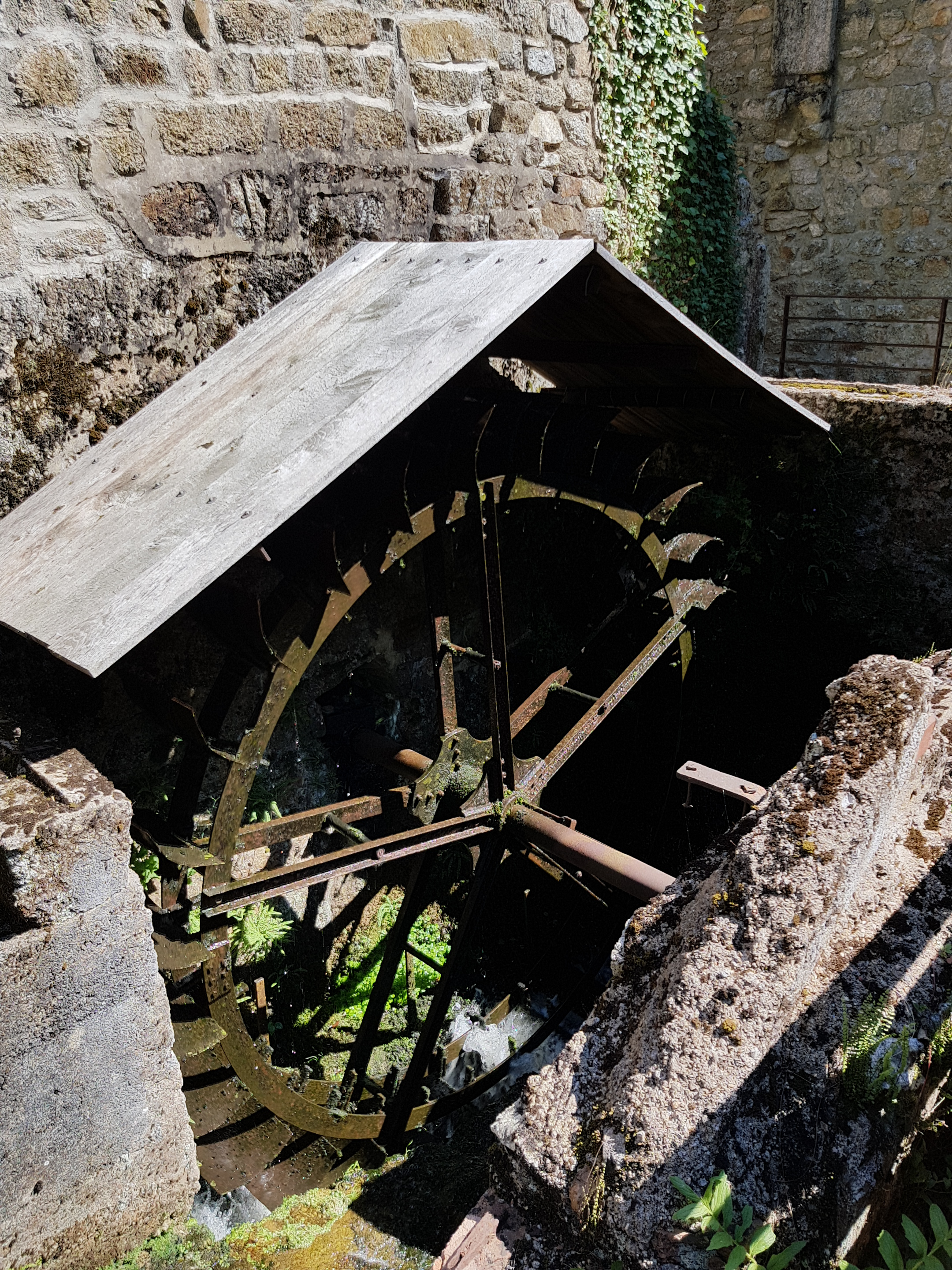
La roue à aubes du rouet de « Chez Lyonnet ».

### Tournant des années 1980 et mise en valeur
Au début des années 1980, l'association « Le Pays thiernois » se mobilise afin de protéger le patrimoine bâti de la vallée des Rouets. Ses membres, passionnés d'histoire, commencent par défricher le chemin d'accès à tous les rouets. Le dernier rouet de la vallée qui a fermé en 1976 est préservé dès lors.

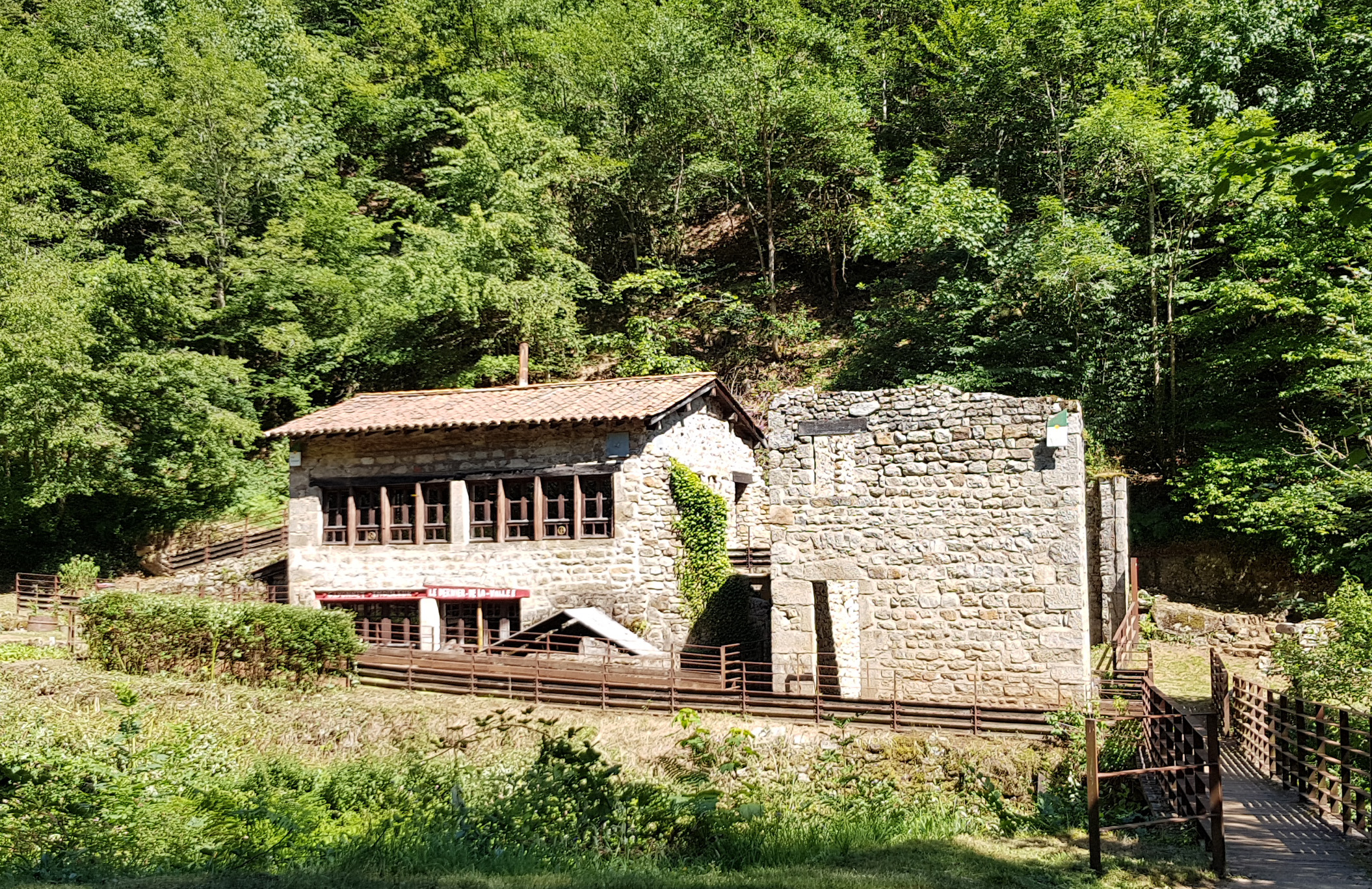
Le rouet de « Chez Lyonnet » ouvert aux visites.

En 1982, la première partie du musée de la coutellerie ouvre ses portes place Lafayette, dans la cité médiévale de Thiers. Il connaît une première année encourageante quant à la fréquentation : 17 000 entrées payantes. L'association de production « La Maison des Couteliers » est alors présente au sein du musée. Les visiteurs voient ainsi, en plus des collections de couteaux, l'entreprise artisanale dont le but est de montrer que la coutellerie est une activité d'actualité dans la ville de Thiers. En 1992, la deuxième partie du musée ouvre au public, dans la maison dite de « l'Homme des bois » rue de la Coutellerie. Celle-ci informe les visiteurs sur l'histoire et les origines de la coutellerie thiernoise. Seulement, aucune de ces deux parties n'est à proximité directe de la Durolle : l'idée d'une troisième partie est alors envisagée. En 1994, la mairie reprend l'entretien du rouet de Chez Lyonnet en vue d'en faire un musée,. Le 19 septembre 1998, la troisième partie du musée est officiellement inaugurée : la vallée des Rouets ouvre au public,.

### La coutellerie thiernoise auXXIesiècle
S'il n'y a plus de couteliers en activité dans la vallée des Rouets et moins d'une dizaine dans la vallée des Usines en janvier 2015, Thiers reste continuellement le plus grand centre français de coutellerie depuis le XIXe siècle. En effet, si les entreprises désertent les gorges de la Durolle dès la deuxième moitié du XXe siècle, elles se déplacent sur des zones industrielles aménagées sur le reste de la commune. Ainsi, en 2015, la CCI compte sur l'arrondissement de Thiers 78 fabricants de coutellerie pour un emploi direct de 852 personnes et indirect de près de 2 000 personnes,. À ceux-ci, s'ajoutent 34 artisans couteliers. 94 % des établissements et 99 % des emplois liés à la coutellerie en Auvergne sont situés à Thiers.
Si Thiers produit encore 80 % de la consommation française de couteaux en 2018, les productions s'orientent peu à peu vers de l'artisanat d'art. En effet, le festival du couteau d'art et de tradition Coutellia montre que ce type de production prend de l'ampleur. Thiers est également membre du réseau « Ville et métiers d'art » qui favorise l’installation de professionnels des métiers d’art dans cette dernière.

## Protection
La vallée des Rouets se situe à proximité du plan de sauvegarde et de mise en valeur de la commune de Thiers de décembre 1980.
Aucun objet ou bâtiment n'est inscrit ou classé sur la liste des monuments historiques, mais plusieurs bâtiments en proximité directe avec la vallée des Rouets sont répertoriées sur l'inventaire général du patrimoine culturel :
| Rouet                                                 | Usine                                                                              | Objet (dans le rouet Chez Lyonnet)                                                                             |
| ----------------------------------------------------- | ---------------------------------------------------------------------------------- | --- |
| - rouet Douris - rouet Lyonnet - rouet Beaujeu-Guérin | - usine Chabanne - usine Marty-Prot - usine des aciers Coste - usine Guérin-Prugne | - roue à aubes - machine à meuler - systèmes de transmission - machine à polir - générateur électrique continu |

## Tourisme
La vallée des Rouets est un des lieux les plus touristiques de la commune de Thiers. La vallée est également classée une étoile par le guide vert Michelin avec la mention « Intéressant ».
En étant la troisième partie du musée de la coutellerie, la vallée des Rouets et ses parcours muséographiques s'inscrivent dans une mise en situation des visiteurs. Dans la première partie du musée, située au no 23 de la rue de la coutellerie dans la maison de l'Homme des Bois, l'histoire de la coutellerie thiernoise est largement présentée à l'aide d’œuvres d'art. La deuxième partie du musée se trouve au bout de la rue de la coutellerie, au no 58. Ici, les couteliers expliquent et montrent aux visiteurs comment sont montés et fabriqués les couteaux en respectant la tradition thiernoise et une salle initie les visiteurs dans l'ambiance des forges du XIXe siècle. Aux étages, des collections de couteaux d'art sont exposées avant que le circuit se termine par la boutique du musée où les couteaux produits par les couteliers du musée sont mis en vente.
Des circuits de randonnées pédestres, balisés, sont  tracés dans la vallée. Ils permettent aux randonneurs de découvrir des paysages de vallées et de pitons volcaniques. La pêche aux truites est également pratiquée sur les lieux. Cette partie de la vallée de la Durolle est reconnue comme étant un site de pêche privilégié.

## Administration et fréquentation

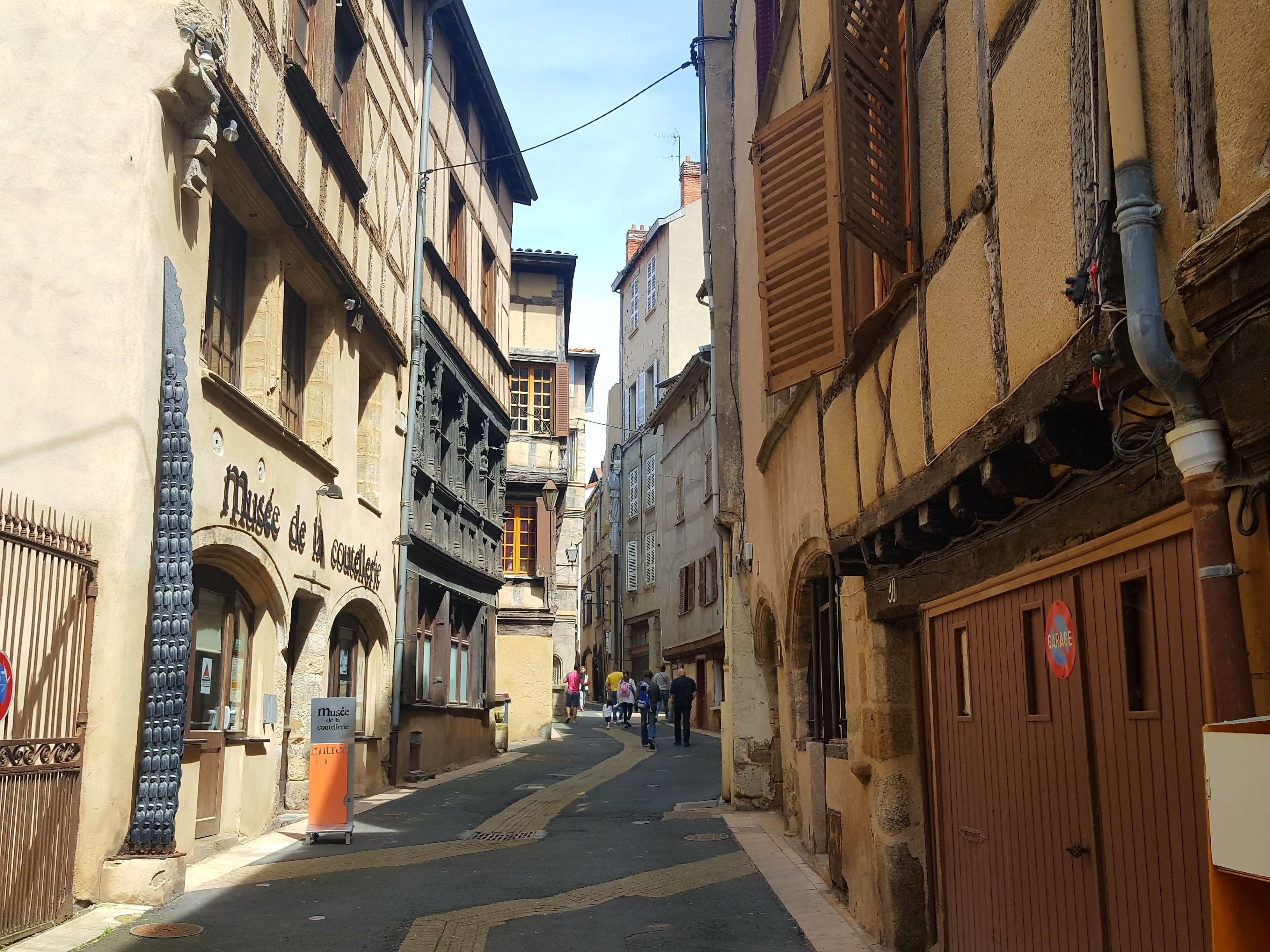
La première partie du musée de la coutellerie de Thiers dans la maison de l'Homme des bois rue de la Coutellerie.

Du fait de sa fusion avec le musée de la coutellerie de Thiers, l'administration de ce dernier est également celle de la vallée des Rouets.
Les visites du rouet sont organisées entre le 1er juin et le 30 septembre. En dehors de la saison estivale, seuls les parcours de découverte sont ouverts au public.
En 2020, le ticket d'entrée pour le musée de la coutellerie comprend pour la période allant de juin à septembre l'entrée des visites guidées dans le rouet Lyonnet ; les trois parties du musée sont alors visitables au tarif de 7,10 € pour les adultes, 3,10 € en tarif réduit et gratuit pour les enfants de moins de 10 ans. Le visiteur, s'il veut seulement se rendre à la vallée, peut demander un billet unique sur place fixé à 4,20 € pour les adultes, 2,10 € en tarif réduit et gratuit pour les moins de 10 ans.
En 1998, date d'ouverture de la vallée des Rouets, le musée de la coutellerie comptabilise 50 000 entrées payantes. En 2015, il comptabilise près de 23 000 entrées pour se stabiliser autour de 25 000 visiteurs dès 2017 et rester le 4e musée le plus visité de l'ancienne région Auvergne. En 2016, la vallée des Rouets accueille plus de 5 000 visiteurs mensuels entre juin et septembre.